# Партизані (футбольний клуб)
«Партизані» (алб. KF Partizani Tirana) — албанський футбольний клуб зі столиці цієї країни Тирани. Заснований 4 лютого 1946 року. Багаторазовий чемпіон і рекордсмен у завоюванні кубка Албанії, постійний учасник європейських клубних турнірів.

## Досягнення
- Чемпіон Албанії: (17): 1947, 1948, 1949, 1954, 1957, 1958, 1959, 1961, 1962/63, 1963/64, 1970/71, 1978/79, 1980/81, 1986/87, 1992/93, 2018/19, 2022/23
- Кубок Албанії (15): 1948, 1949, 1957, 1958, 1961, 1964, 1966, 1968, 1970, 1973, 1980, 1991, 1993, 1997, 2004
- Суперкубок Албанії (3): 2004, 2019, 2023
- Балканський клубний кубок чемпіонів: 1970

## Виступи в єврокубках
Станом на 1 Серпня 2019
| Сезон   | Змагання                     | Раунд | Клуб                 | Вдома | На виїзді | В сукупності |     |
| ------- | ---------------------------- | ----- | -------------------- | ----- | --------- | ------------ | --- |
| 1962–63 | Кубок Європейських чемпіонів | 1Р    | Норрчемпінг          | 1–1   | 0–2       | 1–3          |     |
| 1963–64 | Кубок Європейських чемпіонів | 1Р    | Спартак Пловдив      | 1–0   | 1–3       | 2–3          |     |
| 1964–65 | Кубок Європейських чемпіонів | 1Р    | Кельн                | 0–0   | 0–2       | 0–2          |     |
| 1968–69 | Кубок володарів кубків       | 1Р    | Торіно               | 1–0   | 1–3       | 2–3          |     |
| 1970–71 | Кубок володарів кубків       | КР    | Отвідабергс          | 2–0   | 1–1       | 3–1          |     |
| 1970–71 | Кубок володарів кубків       | 1Р    | Тіроль Інсбрук       | 1–2   | 2–3       | 3–5          |     |
| 1971–72 | Кубок Європейських чемпіонів | 1Р    | ЦСКА Софія           | 0–1   | 0–3       | 0–4          |     |
| 1979–80 | Кубок Європейських чемпіонів | 1Р    | Селтік               | 1–0   | 1–4       | 2–4          |     |
| 1980–81 | Кубок володарів кубків       | 1Р    | Мальме               | 0–0   | 0–1       | 0–1          |     |
| 1981–82 | Кубок Європейських чемпіонів | 1Р    | Аустрія Відень       | 1–0   | 1–3       | 2–3          |     |
| 1987–88 | Кубок Європейських чемпіонів | 1Р    | Бенфіка              | т/п   | 0–4       | 0–4          |     |
| 1990–91 | Кубок УЄФА                   | 1Р    | Університатя Крайова | 0–1   | 0–1       | 0–2          |     |
| 1991–92 | Кубок володарів кубків       | 1Р    | Феєнорд              | 0–0   | 0–1       | 0–1          |     |
| 1993–94 | Ліга чемпіонів               | КР    | Акранес              | 0–0   | 0–3       | 0–3          |     |
| 1995–96 | Кубок УЄФА                   | КР    | Фенербахче           | 0–4   | 0–2       | 0–6          |     |
| 2002–03 | Кубок УЄФА                   | КР    | Хапоель Тель-Авів    | 1–4   | 0–1       | 1–5          |     |
| 2003    | Кубок Інтертото              | 1Р    | Маккабі Нетанья      | 2–0   | 1–3       | 3–3          |     |
| 2003    | Кубок Інтертото              | 2Р    | Дачія Кишинів        | 0–3   | 0–2       | 0–5          |     |
| 2004–05 | Кубок УЄФА                   | 1КР   | Біркіркара           | 4–2   | 1–2       | 5–4          |     |
| 2004–05 | Кубок УЄФА                   | 2КР   | Бней Сахнін          | 1–3   | 0–3       | 1–6          |     |
| 2006    | Кубок Інтертото              | 1Р    | Етнікос Ахна         | 2–1   | 2–4       | 4–5          |     |
| 2008–09 | Кубок УЄФА                   | 1КР   | Широкі Брієг         | 1–3   | 0–0       | 1–3          |     |
| 2015–16 | Ліга Європи                  | 1КР   | Стремсгодсет         | 0–1   | 1–3       | 1–4          |     |
| 2016–17 | Ліга Європи                  | 1КР   | Слован Братислава    | 0–0   | 1         | Н/Д          | Н/Д |
| 2016–17 | Ліга чемпіонів               | 2КР2  | Ференцварош          | 1–1   | 1–1       | 2–2 (3–1 п)  |     |
| 2016–17 | Ліга чемпіонів               | 3КР   | Ред Булл Зальцбург   | 0–1   | 0–2       | 0–3          |     |
| 2016–17 | Ліга Європи                  | ПО    | Краснодар            | 0–0   | 0–4       | 0–4          |     |
| 2017–18 | Ліга Європи                  | 1КР   | Ботев Пловдив        | 1–3   | 0–1       | 1–4          |     |
| 2018–19 | Ліга Європи                  | 1КР   | Марибор              | 0−1   | 0–2       | 0–3          |     |
| 2019–20 | Ліга чемпіонів               | 1КР   | Карабах              | 0–0   | 0–2       | 0–2          |     |
| 2019–20 | Ліга Європи                  | 2КР   | Шериф                | 0–1   | 1–1       | 1–2          |     |

Примітки
- КР: Кваліфікаційний раунд
- 1КР: Перший кваліфікаційний раунд
- 2КР: Другий кваліфікаційний раунд
- 3КР: Третій кваліфікаційний раунд
- ПО: Раунд плей-оф
- 1Р: Перший раунд
- 2Р: Другий раунд
- Примітка 1:Партизані Тирана було переведено в Другий кваліфікаційний раунд Ліги Чемпіонів 2016-2017 через виключення УЄФА Скендербеу з проведення матчів.
- Примітка 2:Скендербеу повинен був отримати кваліфікацію до другого кваліфікаційного раунду Ліги Чемпіонів, як чемпіони Албанської суперліги з футболу 2015-2016, проте були виключені з європейський змагань УЄФА на сезон 2016-2017.[1][2] Вони оскаржили це рішення Спортивного арбітражного суду, і УЄФА погодився призупинити рішення і Скендербеу було включено до розіграшу з другого кваліфікаційного раунду.[3] Остаточне рішення виключення Скендербеу було зроблено Спортивним арбітражним судом 6 липня 2016, передпроведення другого кваліфікаційного раунду.[4][5] В результаті, місце в другому кваліфікаційному раунду було віддано Партизані.[6]